# گروه ساخت‌وساز ارتباطات چین
گروه ساخت‌وساز ارتباطات چین (انگلیسی: China Communications Construction) شرکت دولتی ساخت‌وساز چینی است، که در زمینه مهندسی، طراحی و ساخت املاک و مستغلات، زیرساخت‌های ترابری ریلی، بزرگ‌راه و زیرساخت‌های شهری فعالیت می‌کند.
گروه ساخت‌وساز ارتباطات چین در سال ۲۰۰۵ تأسیس شد. دفتر مرکزی گروه ساخت‌وساز ارتباطات چین در شهر پکن قرار دارد و بخشی از سهام آن در بازار بورس شانگهای معامله می‌شود.